# Campeonato Goiano 2008
In 2008 werd het 65ste Campeonato Goiano gespeeld voor voetbalclubs uit Braziliaanse staat Goiás. De competitie werd georganiseerd door de FGF en werd gespeeld van 20 januari tot 4 mei. Itumbiara werd voor het eerst kampioen.

## Eerste fase

### Groep A
| Plaats | Club                | Wed. | W  | G | V  | Saldo | Ptn. |
| ------ | ------------------- | ---- | -- | - | -- | ----- | ---- |
| 1.     | Atlético Goianiense | 17   | 11 | 3 | 3  | 49:21 | 36   |
| 2.     | Anápolis            | 17   | 10 | 2 | 5  | 33:21 | 32   |
| 3.     | Vila Nova           | 17   | 9  | 2 | 6  | 36:23 | 29   |
| 4.     | Mineiros            | 17   | 6  | 3 | 8  | 25:30 | 21   |
| 5.     | CRAC                | 17   | 6  | 2 | 9  | 20:24 | 20   |
| 6.     | Canedense           | 17   | 1  | 5 | 11 | 11:43 | 8    |

|  | Geplaatst voor tweede fase |
|  | Degradatie                 |

### Groep B
| Plaats | Club           | Wed. | W  | G | V  | Saldo | Ptn. |
| ------ | -------------- | ---- | -- | - | -- | ----- | ---- |
| 1.     | Goiás          | 17   | 11 | 4 | 2  | 49:22 | 37   |
| 2.     | Itumbiara      | 17   | 9  | 4 | 4  | 31:18 | 31   |
| 3.     | Anapolina      | 17   | 7  | 3 | 7  | 24:37 | 24   |
| 4.     | Trindade       | 17   | 6  | 2 | 9  | 21:25 | 20   |
| 5.     | Jataiense      | 17   | 5  | 3 | 9  | 21:36 | 18   |
| 6.     | Novo Horizonte | 17   | 3  | 3 | 11 | 18:38 | 12   |

|  | Geplaatst voor tweede fase |
|  | Degradatie                 |

## Tweede fase
|  | Halve finale        | Halve finale | Halve finale |   |       | Finale | Finale | Finale |
|  |                     |              |              |   |       |        |        |        |
|  | Anápolis            | 3            | 1            |   |       |        |        |        |
|  | Goiás               | 1            | 4            |   |       |        |        |        |
|  | Goiás               | 1            | 4            |   | Goiás | 0      | 0      |        |
|  |                     |              |              |   | Goiás | 0      | 0      |        |
|  |                     | Itumbiara    | 1            | 3 |       |        |        |        |
|  | Itumbiara           | Itumbiara    | 1            | 3 | 1     | 3      |        |        |
|  | Itumbiara           |              |              |   | 1     | 3      |        |        |
|  | Atlético Goianiense | 0            | 2            |   |       |        |        |        |

### Kampioen
| Campeonato Goiano de 2008     |
| Goiás                         |
| ----------------------------- |
| ITUMBIARA Kampioen (1° titel) |